# Dovrat
Pour l’article homonyme, voir Yair Dovrat.
Dovrat est un kibboutz du nord est d'Israël.

## Histoire
Le kibboutz se situe proche de la ville de Afula. Le kibboutz a été créé par des personnes d'Autriche et d'Allemagne, et des membres du kibboutz Ein Harod. 

## Activités du kibboutz
- agriculture
- élevage laitier